# Маршалл, Дон (хоккеист)
Дональд Роберт Маршалл  (англ. Donald Robert Marshall; 23 марта 1932, Монреаль — октябрь 2024) — канадский хоккеист, игравший на позиции левого нападающего. Пятикратный обладатель Кубка Стэнли в составе «Монреаль Канадиенс» (1956, 1957, 1958, 1959, 1960), шестикратный участник матчей всех звёзд НХЛ.

## Игровая карьера
Начал свою карьеру в юношеской команде «Монреаль Юниор Канадиенс», за который отыграл три сезона, выиграв в 1950 году Мемориальный кубок. В дальнейшем играл за «Цинциннати Монхоукс» и «Баффало Байзонс», в которых отличался высокой результативностью набирая более 90 очков за два сезона.
С 1954 по 1963 год играл за «Монреаль Канадиенс», с которым выиграл пять Кубков Стэнли подряд, результативно играя в одном звене с Филом Гойеттом и Клодом Прово. По окончании сезона был обменян в «Нью-Йорк Рейнджерс», за который отыграл 7 сезонов, пока в 1970 году его не выставили на драфт расширения, где его забрал под общим 5-м номером новичок лиги «Баффало Сейбрз», в котором он отыграл целый сезон, показав высокую результативность, заработав 49 очков (20+29).
По окончании сезона перешёл в «Торонто Мейпл Лифс», где отыграв целый сезон, завершил свою игровую карьеру. Всего Маршалл отыграл в НХЛ 1176 матчей, в которых заработал 589 очков (265+324).
Умер в октябре 2024 года в возрасте 92 лет.